# Чемпионат Азербайджана по борьбе 2016
Чемпионат Азербайджана по борьбе 2016 года проходил в Баку с 11 по 13 января 2017 года, на месяц позже чем раньше (прошлогодние чемпионаты страны проводились в декабре каждого года). Соревнования среди мужчин проходили по вольной и греко-римской борьбе. Всего разыгрывалось 16 комплектов медалей. На турнире принимало участие 213 борцов вольного стиля и 198 борцов греко-римского стиля.
Чемпионат был организован Министерством молодёжи и спорта Азербайджанской Республики совместно с Федерацией борьбы Азербайджана. В соревнованиях могли участвовать спортсмены, достигшие 18 лет, 1998 года рождения и старше.

## Медалисты

### Вольная борьба
| Категория | Золото                                                       | Серебро                             | Бронза                                                                        |
| --------- | ------------------------------------------------------------ | ----------------------------------- | ----------------------------------------------------------------------------- |
| до 57 кг  | Махир Амирасланов СК «Нефтчи»                                | Георгий Эдишерашвили «Атаспорт»     | Афган Хашалов СО «Зенит» Парвиз Ибрагимов Апшеронский район, СК «Нефтчи»      |
| до 61 кг  | Гаджи Алиев Апшеронский район, СК «Нефтчи»                   | Али Рагимзаде СО МВД                | Руслан Мамедов Гянджинский спортивно-образовательный центр Галиб Алиев СО МВД |
| до 65 кг  | Магомед Муслимов «Атаспорт»                                  | Гитинамагомед Гаджиев «Атаспорт»    | Теймур Мамедов СК «Азери» Агагусейн Мустафаев ЦСКА                            |
| до 70 кг  | Муртузали Муслимов «Атаспорт»                                | Руслан Ахмедов «Атаспорт»           | Давид Суйнучханов «Атаспорт» Гаджимурад Омаров «Атаспорт»                     |
| до 74 кг  | Мурад Сулейманов Гянджинский спортивно-образовательный центр | Исмаил Абдуллаев «Атаспорт»         | Абубакр Абакаров «Атаспорт» Ашраф Алиев ЦСКА                                  |
| до 86 кг  | Александр Гостиев «Атаспорт»                                 | Гаджимурад Магомедсаидов «Атаспорт» | Ибрагим Юсубов Агстафинский район Кянан Алиев Газахский район                 |
| до 97 кг  | Нурмагомед Гаджиев «Атаспорт»                                | Парвиз Ахундов Габалинский район    | Рамиль Усубов «Локомотив» Магомедрасул Газимагомедов «Атаспорт»               |
| до 125 кг | Джамаладдин Магомедов «Атаспорт»                             | Умар Исраилов «Атаспорт»            | Шамиль Шаманов «Атаспорт» Амир Йари «Атаспорт»                                |

### Греко-римская борьба
| Категория | Золото                             | Серебро                           | Бронза                                                                         |
| --------- | ---------------------------------- | --------------------------------- | ------------------------------------------------------------------------------ |
| до 59 кг  | Талех Мамедов СОЦ «Гёмрюкчю»       | Керим Джафаров ЦСКА               | Мурад Мамедов Сумгаит, ЦСКА Орхан Ахмедов СОЦ «Гёмрюкчю»                       |
| до 66 кг  | Азад Алиев СОЦ «Гёмрюкчю»          | Камран Мамедов СО МВД             | Нофел Бабаев Сумгаит, СО «Зенит» Санан Сулейманов СО «Тахсил»                  |
| до 71 кг  | Исламбек Дадов «Атаспорт»          | Рустам Алиев СО МВД               | Рухин Микаилов Габалинский район Ширхан Гулиев ЦСКА                            |
| до 75 кг  | Мехрадж Керимов СК «Нефтчи»        | Фарид Гулиев Сумгаит, СО «Тахсил» | Самран Насибов СОЦ «Гёмрюкчю» Шамистан Гулузаде «Пахлеван»                     |
| до 80 кг  | Рафик Гусейнов ЦСКА                | Ниджат Абдуллаев ЦСКА             | Амрах Мазанов СО МВД Элтун Везирзаде ЦСКА                                      |
| до 85 кг  | Ислам Аббасов Сумгаит, СК «Нефтчи» | Орхан Гахдиранов СО МВД           | Руфат Гусейнов СО МВД Солтан Исмаилов ЦСКА                                     |
| до 98 кг  | Орхан Нуриев «Тахсил»              | Адиль Гусейнов СО МВД             | Араз Гасанов Республиканский олимпийский спортивный лицей Орхан Алекперов ЦСКА |
| до 130 кг | Оян Назариани «Атаспорт»           | Антон Ботев «Атаспорт»            | Роял Мирзаев «Спартак» Бабек Держбани «Атаспорт»                               |